# مضمار ميدان
مضمار ميدان هو مضمار لسباقات الخيول يقع في دبي،الإمارات.يمكن أن يستوعب المضمار 60 ألف متفرج.تم إفتتاحه في 27 مارس 2010  ويقام عليه كأس دبي العالمي..  ليحل محل مضمار ند الشبا بعد هدمه في عام 2009
وقد فاقت تكلفة إنشائه ملياري درهم إماراتي، يبلغ طوله 6 كيلومتر، ويضم مضمارين، أحدهما عشبي بمحيط تبلغ مسافته 2,400 متر والمضمار الآخر رملي اصطناعي يبلغ محيطه 1,750 متر،
و هو أهم مرافق مشروع ميدان المتكامل تجري المسابقات على أرض المضمار بشكل أسبوعي في الفترة من شهر نوفمبر وحتى مارس من كل عام، والتي تُشرف عليها هيئة الإمارات لسباق الخيل، بالإضافة إلى  الحفلات الموسيقية التي يحييها فنانون عالميون ضمن فعاليات مضمار ميدان ويمكن زيادة مدرجاته  لتتسع  82,000 مقعد. .

## مرافق مضمار ميدان
من أهم مرافقه:
- فندق مضمار ميدان
- متحف سباق الخيل
- معرض مضمار ميدان
- ملعب الجولف
- ملعب للتنس
- متجر يضم كل ما يخص سباقات الخيل والهدايا التي تحمل شعار كأس دبي العالمي.